# جاي موريس فوستر
جاي موريس فوستر (بالإنجليزية: J. Morris Foster)‏ مواليد 9 سبتمبر 1881 في بنسيلفانيا، الولايات المتحدة - الوفاة 24 أبريل 1966 في بربانك، الولايات المتحدة، هو ممثل أمريكي بدأ مسيرته الفنية سنة 1914. شارك في قرابة 79 فيلما. من أعماله نان أوف ذا نورث.

## روابط خارجية
- جاي موريس فوستر على موقع IMDb (الإنجليزية)
- جاي موريس فوستر على موقع أول موفي (الإنجليزية)
- جاي موريس فوستر على موقع قاعدة بيانات الأفلام السويدية (السويدية)
- جاي موريس فوستر على موقع قاعدة بيانات الفيلم (الإنجليزية)
- جاي موريس فوستر على موقع كينوبويسك (الروسية)